# Evangeliario longum
L'Evangeliario longum è un manoscritto miniato realizzato nell'abbazia di San Gallo, dov'è tuttora conservato nell'annessa biblioteca, col numero di codice 53.

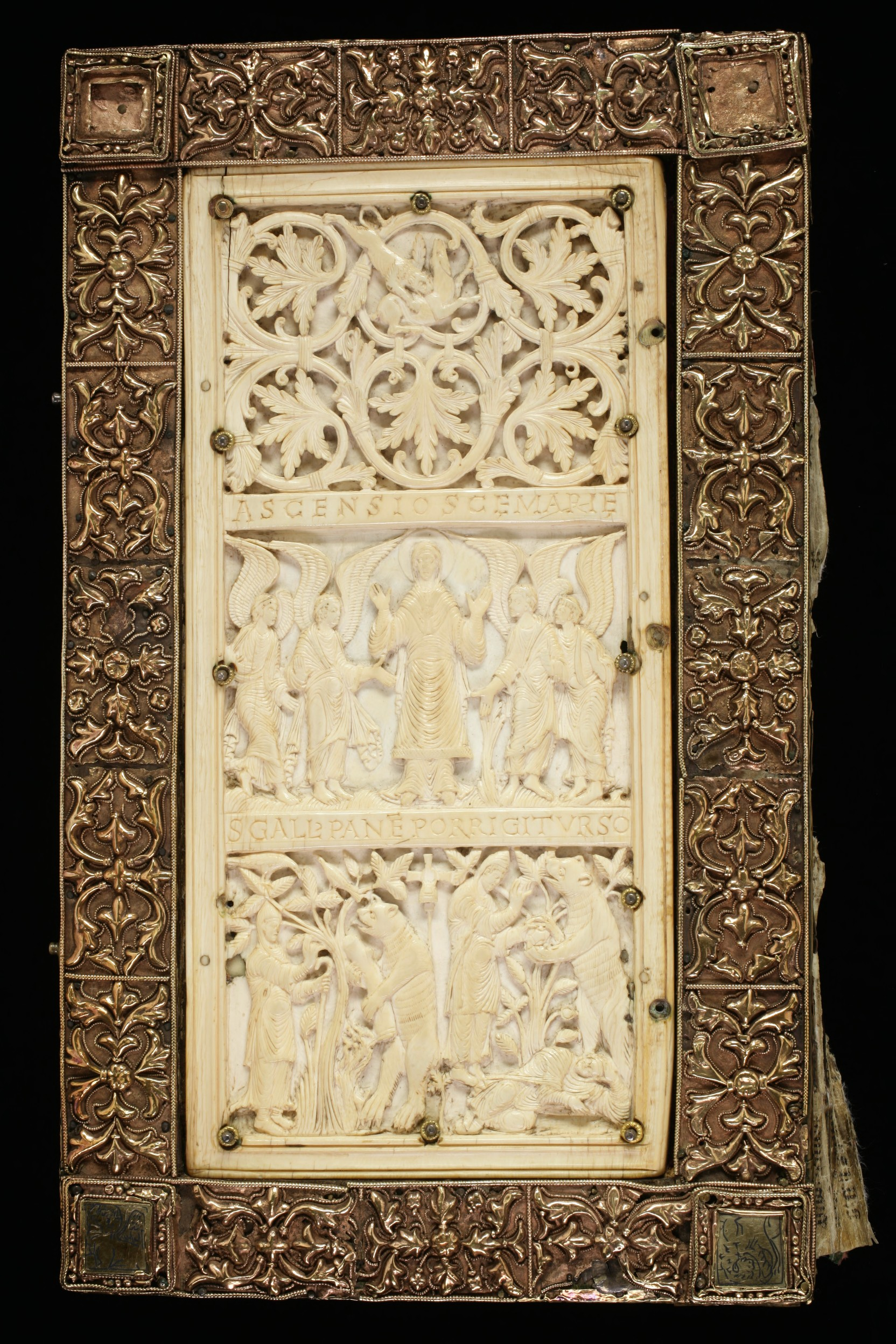
Tuotilo, piatto posteriore dell'Evangelium longum

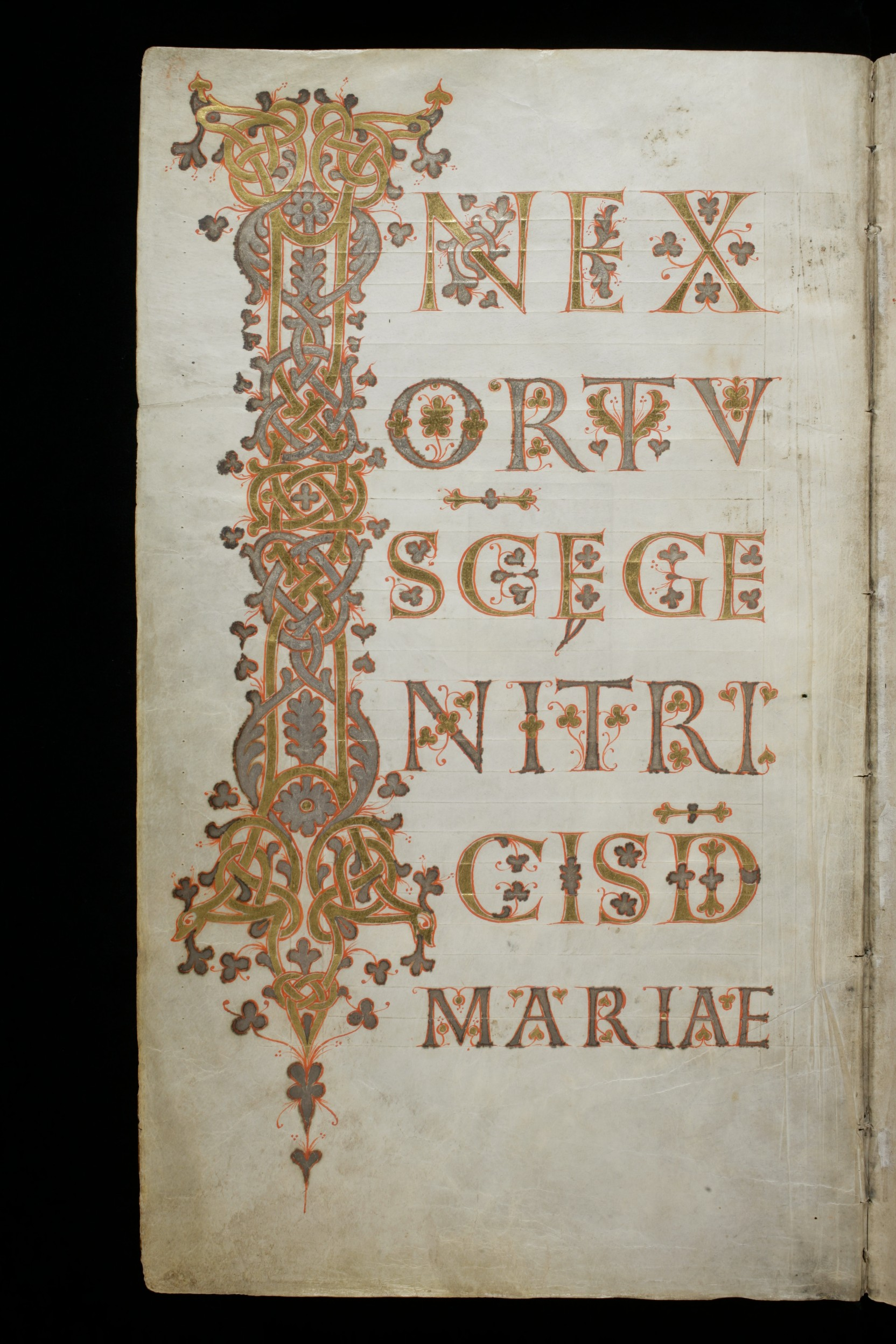
Evangelium longum, f. 6

Le Cronache di San Gallo, nella parte opera di Eccardo IV, riportano l'occasione precisa che vide la nascita di quest'opera: Attone I di Magonza, divenuto arcicappellano dei sovrani franco-orientali, accompagnò in Italia il re Arnolfo all'inizio dell'894, affidando a Salomone III, abate di San Gallo dall'874 e vescovo di Costanza, fino al suo ritorno, tutti i suoi preziosi: giunta la (falsa) notizia della morte di Attone, diffusa da lui stesso nel contesto di una speciale amicizia che li legava, l'abate decise di far rilavorare i preziosi, trasformandoli in oggetti di uso liturgico. 
Salomone possedeva due dittici in avorio, uno intagliato e l'altro liscio: quest'ultimo venne affidato a Tuotilo, che «era eloquente, brillante nel canto, un artista elegante nell'arte del cesello e nella pittura, un musico come i suoi compagni ma superiore a tutti nel suonare ogni tipo di strumenti, a corda e a fiato», in questo realizzò una Maiestas Domini, con al centro Cristo tra cherubini con i simboli degli evangelisti e le personificazioni del sole, della luna, della terra e dell'oceano. Nel piatto posteriore sono su due registri l'Assunzione della Vergine e San Gallo che porge un pane all'orso, il testo venne scritto dall'amanuense Sintram, e Salomone stesso miniò le iniziali L e C delle pagine 7 e 11; infine Salomone fece decorare le tavolette della legatura con l'oro e le pietre preziose di Attone. All'opera contribuì con 12 denari Amata, una donna nota da un documento del 903.